# É Hoje

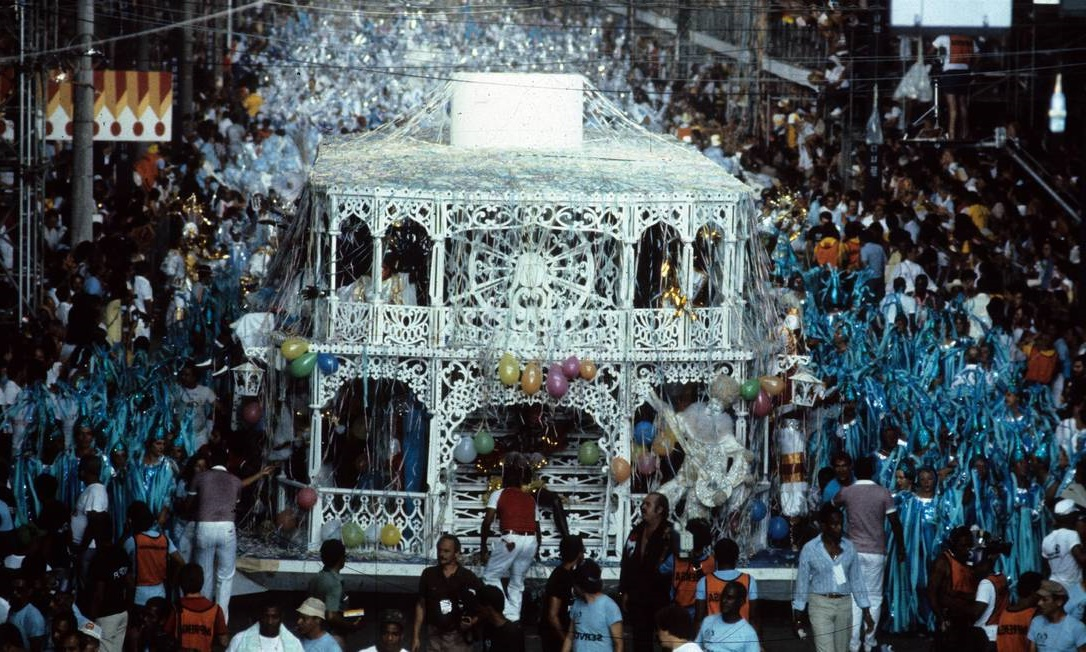

É Hoje foi o enredo apresentado pela União da Ilha do Governador no desfile das escolas de samba do Rio de Janeiro de 1982. A escola, a terceira a desfilar no dia 21 de fevereiro, ficou em quinto lugar no Grupo Especial (então Grupo 1A). 

## Enredo
O enredo de Max Lopes mostrava um dia na vida de um sambista da Ilha do Governador, inspirado no livro É Hoje!, de Haroldo Costa, com ilustrações de Lan. A sua concepção foi de um desfile simples, em oposição ao luxo consagrado nos anos anteriores por Joãosinho Trinta e outros carnavalescos

## Desfile
A Ilha teve problemas com seu carro abre-alas e entrou na pista com quase uma hora de atraso. O primeiro carro alegórico representava uma barca, com bonecos que reproduziam o traço de Lan. As alas desfilaram com fantasias tradicionais do carnaval, como pierrôs e colombinas. A porta-bandeira Vilma e o mestre-sala Benício se apresentaram numa homenagem à Portela, madrinha da escola.
Ao fim de um desfile empolgante, a União da Ilha deixou a Marquês de Sapucaí sob os gritos de “já ganhou”..

## Samba-enredo
O samba foi composto por Didi e Mestrinho, e interpretado por Aroldo Melodia e Miguel Júnior. É considerado um dos maiores clássicos do carnaval carioca, tendo recebido diversas regravações:
| Ano  | Artista        | Álbum                                          |
| ---- | -------------- | ---------------------------------------------- |
| 1983 | Caetano Veloso | Uns                                            |
| 1997 | Fernanda Abreu | Da Lata                                        |
| 2006 | Monobloco      | Monobloco: ao Vivo                             |
| 2007 | Dudu Nobre     | Os Mais Belos Sambas Enredo de Todos os Tempos |

## Resultado
Na aferição, a Ilha somou 180 pontos e ficou em quinto lugar, atrás do campeão Império Serrano (187) Portela (185), Imperatriz Leopoldinense (183) e Mangueira (também 180).

## Ficha técnica
- Enredo: Max Lopes
- Carnavalesco: Max Lopes
- Presidente: Roberto Maia dos Santos
- Contingente: 2750 componentes em 47 alas
- Direção de bateria: Bira
- Ritmistas: 250[4]

## Reedição
A própria União da Ilha reeditou o enredo em 2008, com o título É Hoje o Dia!, mas ficou apenas com o quinto lugar no Grupo A